# Бонвал-паша
Бонвал-паша (фр. Claude Alexandre, Comte de Bonneval; Лимузен, 14. јул 1675 — Француска, 23. фебруар 1747) био је француски официр и авантуриста.
У рату за шпанско наслеђе командовао је француским пуком, али је због сукоба са министром рата прешао 1704. године на страну Аустрије. У Аустријско-турском рату (1716—1718) истакао се у бици код Петроварадина 1716. године, а наредне године доприноси заузећу Београда, зашта га је цар Карло VI наградио високим почастима. Необузданог карактера, долази у сукоб са аустријским властима, прелази у Турску где прима муслиманску веру. Турци му поверавају обуку и команду над артиљеријом и дају звање - караосмански паша.
У Османском царству имао је назив Хумбараки Ахмед-паша.